# René Basecq
René Basecq, né à Cortil-Noirmont le 13 mai 1925 et mort à Mons le 13 août 1999, est un homme politique belge, membre du parti socialiste (Belgique).
Basecq fut après guerre rédacteur temporaire au ministère des Communications (1945) où il accomplit toute sa carrière pour finir comme  secrétaire d’administration (1966-1971).

## Carrière politique
- conseiller communal de Cortil-Noirmont (1953-1964)
  - échevin (1953-1958)
- conseiller communal de Jodoigne (1965-1989)
  - bourgmestre (1971-1976)
- conseiller provincial de la province de Brabant (1958-1971)
- député (1971-1974)
- sénateur (1974-1987)
- membre du Conseil régional wallon provisoire (1974-1977)
- membre du Conseil régional wallon (1980-1987)